# Wasserpark

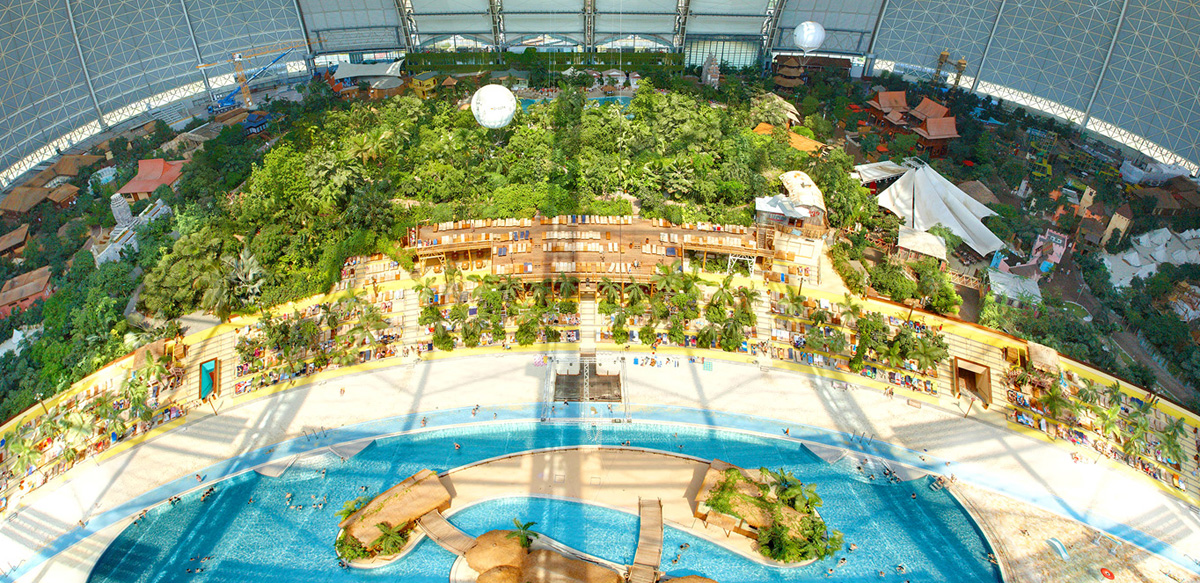
Innenansicht Tropical Islands

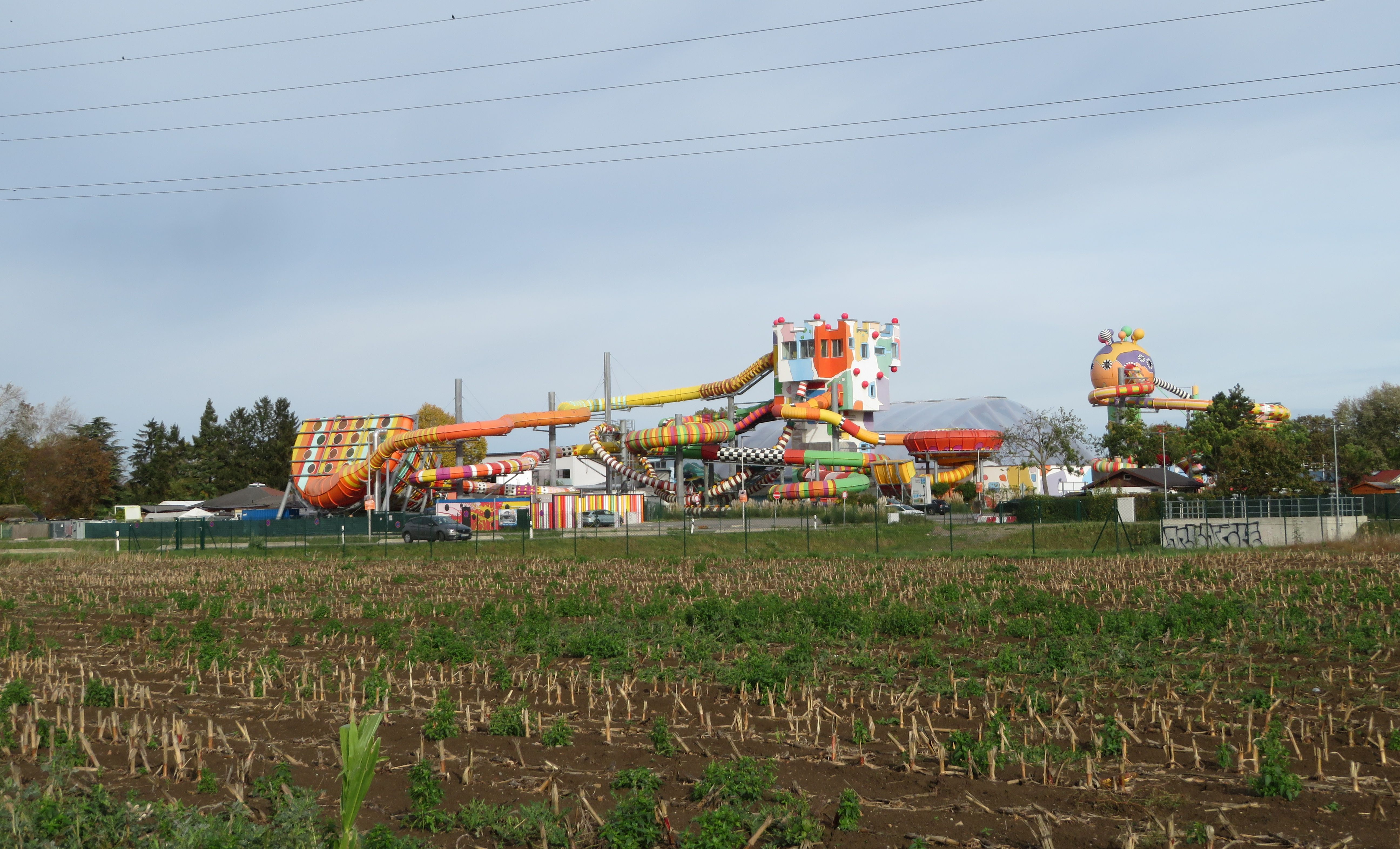
Erlebnisbad Miramar Weinheim

Ein Wasserpark (auch Erlebnisbad genannt) ist ein Freizeitpark, welcher sich auf die Themen Schwimmen und Wasserattraktionen fokussiert. Ein Wasserpark wird häufig zusätzlich zu einem bestehenden Freizeitpark als zusätzliche Attraktion eröffnet. Wasserparks richten sich oftmals überregional an Badegäste und lassen sich dadurch von öffentlichen Schwimm- und Freizeitbädern unterscheiden, welche sich an die lokale Bevölkerung einer Gemeinde richten. Zudem bieten öffentliche Schwimmbäder seltener oder keine Attraktionen wie Wasserrutschen an. In Wasserparks ist das Schwimmen meist eher zweitrangig und es wird sich auf die Spaß-Elemente fokussiert.

## Spezielle Arten von Wasserparks

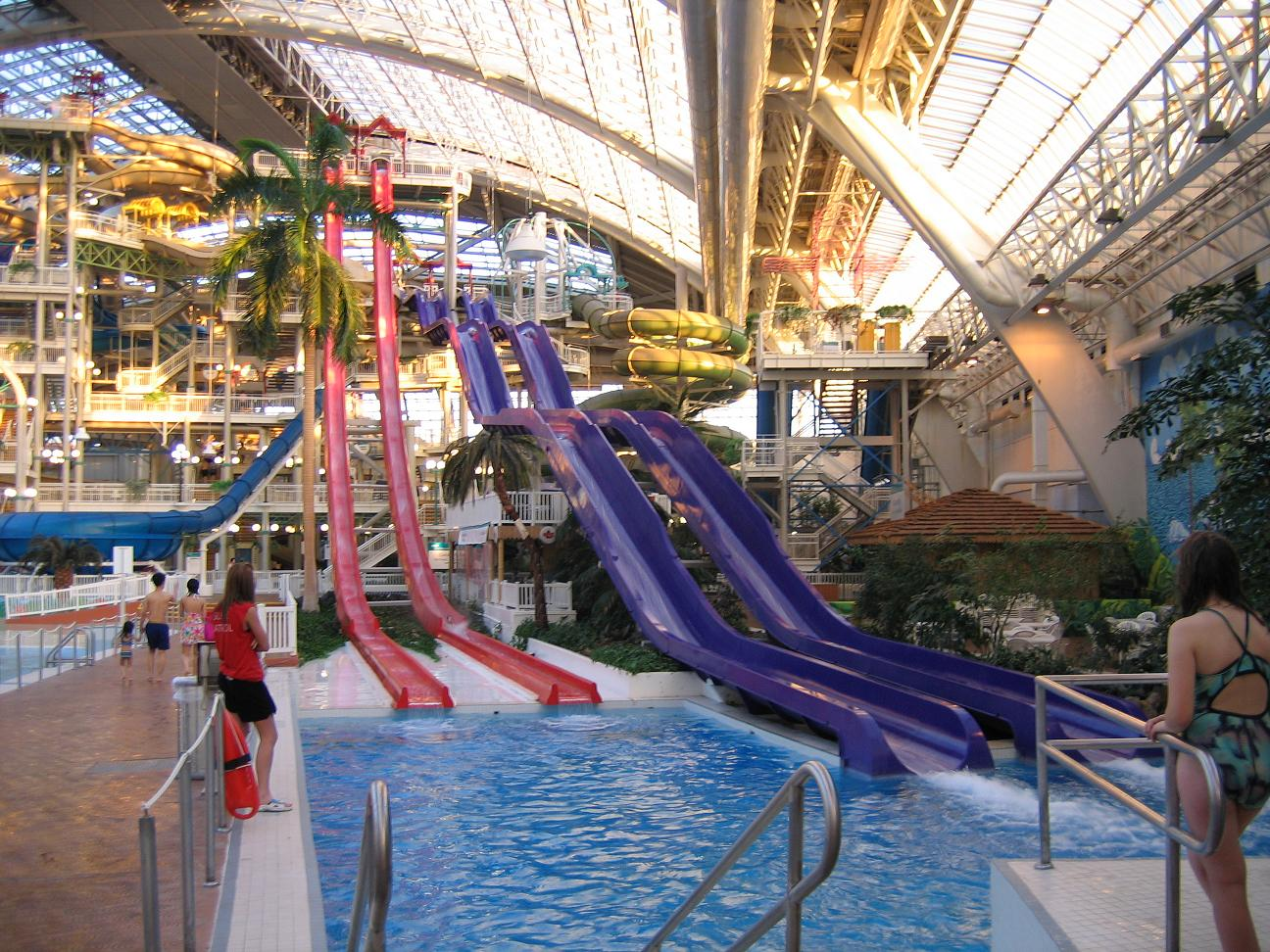
World Waterpark in der West Edmonton Mall, Kanada

### Indoor Wasserpark
Ein Indoor-Wasserpark ist eine Art von Wasserpark, welcher sich vollständig oder zu großen Teilen in einem Gebäude befindet. Da diese Parks nicht vom Wetter abhängig sind, können diese das ganze Jahr über geöffnet werden.

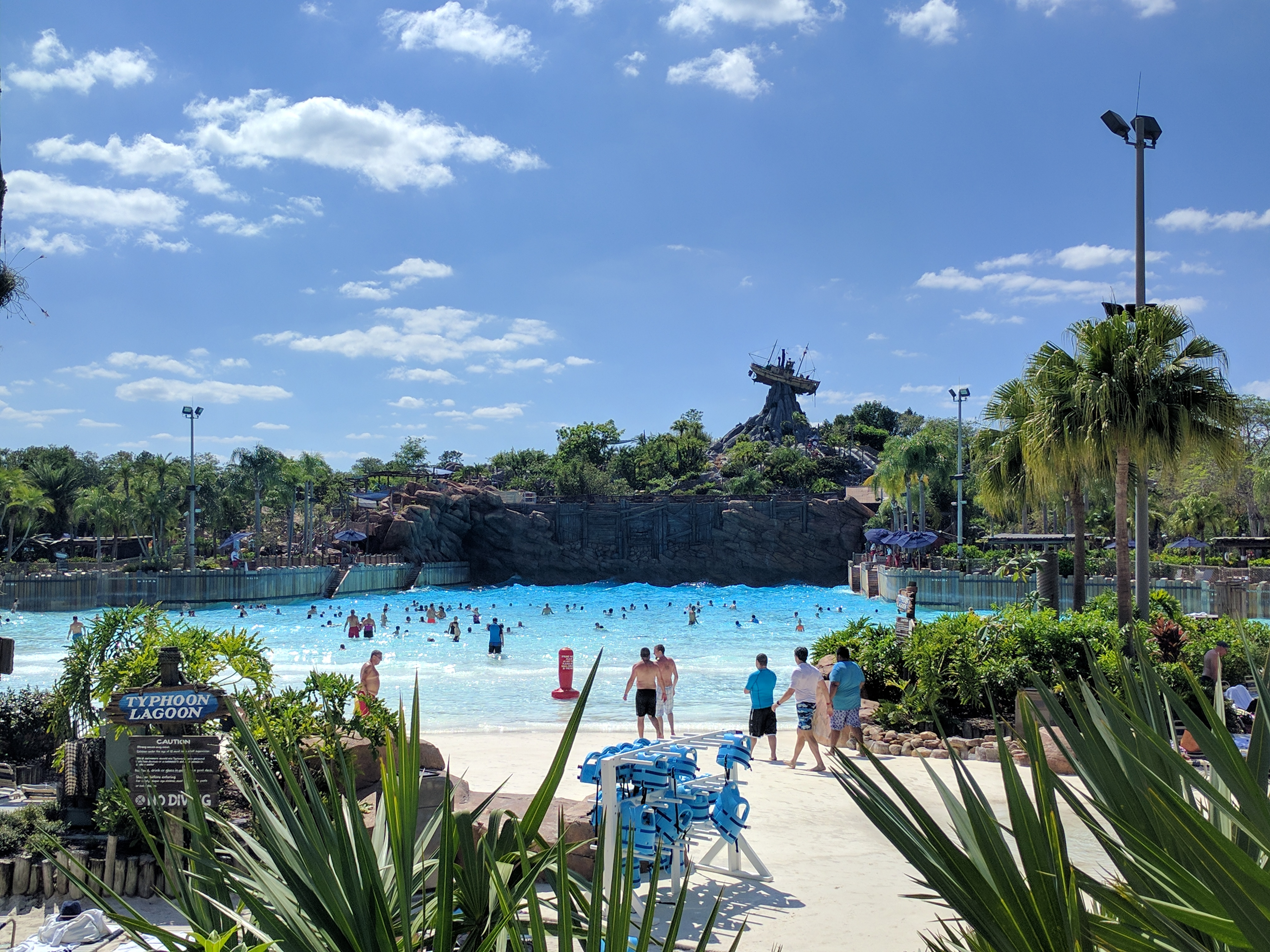
Wasser-Themenpark Disney’s Typhoon Lagoon, USA

Eine der ersten Indoor-Wasserparks waren das Tikibad beim Duinrell Freizeitpark (Niederlande, 1984), das Nautiland in Hagenau (Frankreich, 1984) und das Alpamare in Pfäffikon (Schweiz, 1977). Im Jahr 1986 eröffnete in der West Edmonton Mall der World Waterpark der mit einer Maximalkapazität von 5000 Badegästen und einem Fassungsvermögen von 12,5 Millionen Liter Wasser bis zur Eröffnung des DreamWorks Water Park im Einkaufszentrum American Dream im Jahr 2020 der größte Indoor-Wasserpark Nordamerikas war.
Seit der Eröffnung der ersten Indoor-Wasserparks wurden diese zunehmend beliebter. Vor allem in der amerikanischen Stadt Wisconsin Dells, welche sich selbst Water Park Capital of the World (Wasserpark-Hauptstadt der Welt) nennt, siedelten sich aufgrund der Beliebtheit ganze fünf Wasserpark-Resorts an. Deutschlands und der weltweit größte Wasserpark ist das Tropical Islands Resort in Krausnick-Groß Wasserburg mit einer Fläche von 66.000 m².

### Thermalbad
Das Thermalbad ist eine Badeanlage, in der natürliches, meist mineralisiertes Grundwasser mit einer Quellaustrittstemperatur von über 20 °C zum Einsatz kommt. Dieses Wasser kann aus natürlichen Quellen stammen oder durch eine Tiefbohrung erschlossen werden. Einige dieser Thermalbäder haben angeschlossene Bereiche mit Wasserattraktionen wie etwa Rutschen sowie Bereiche innerhalb und außerhalb von Gebäuden.

### Wasser-Themenpark

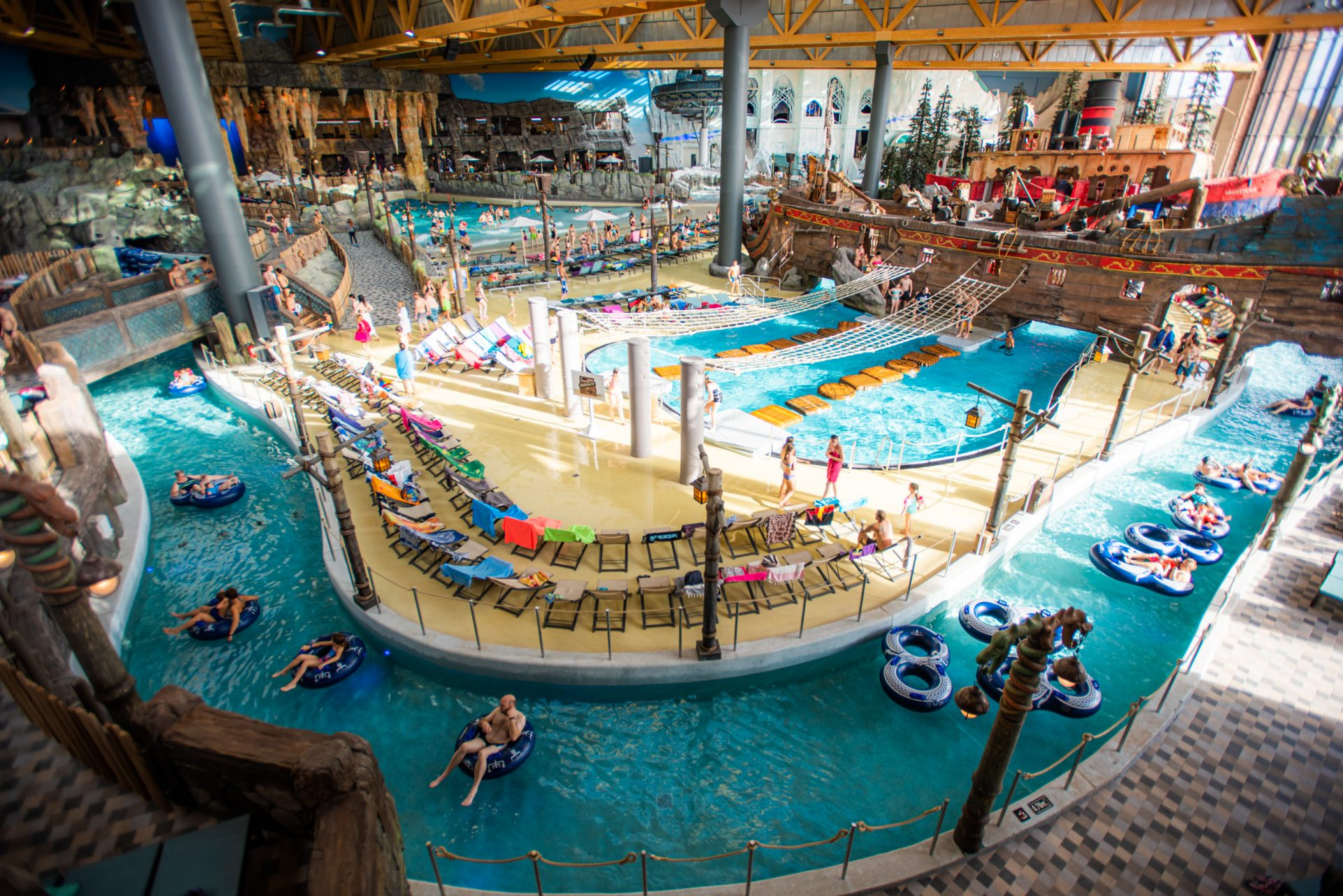
Teil des Indoor-Bereichs von Rulantica

Der erste Wasserpark in den USA war Lake Dolores Waterpark in der Mojave-Wüste in Südkalifornien, der ab 1967 aus einem 1962 eröffneten Campingplatz entstand.
Der erste Wasser-Themenpark von Disney war das Disney’s River Country im Vergnügungspark Walt Disney World in Orlando (Florida), der am 20. Juni 1976 eröffnete und am 2. November 2001 schloss. Das Leitmotiv wurde als old-fashioned swimming hole beschrieben, also als „altmodischer Badeplatz in der Natur“.
Ein typisches Beispiel für einen Wasser-Themenpark in Deutschland ist Rulantica, das Ende 2019 in Rust (Baden-Württemberg) in Nachbarschaft des Europa-Parks eröffnet wurde und zu den größten Wasserparks in Europa zählt. Rulantica stellt eine fiktive Insel im Nordmeer dar; entsprechend dient als Thematisierung die nordische Götter- und Sagenwelt, die von Meerjungfrauen, Trollen, Seeungeheuern und anderen Fantasiewesen bevölkert wird.
Thematisierte Wasserparks benutzen viele Inszenierungstechniken der Thematisierung, um den Gästen ein einzigartiges Erlebnis zu bieten. Wie ein Themenpark können diese Wasserparks mehrere verschiedene Themenbereiche mit unterschiedlicher Gestaltung haben.

## Attraktionen eines Wasserparks

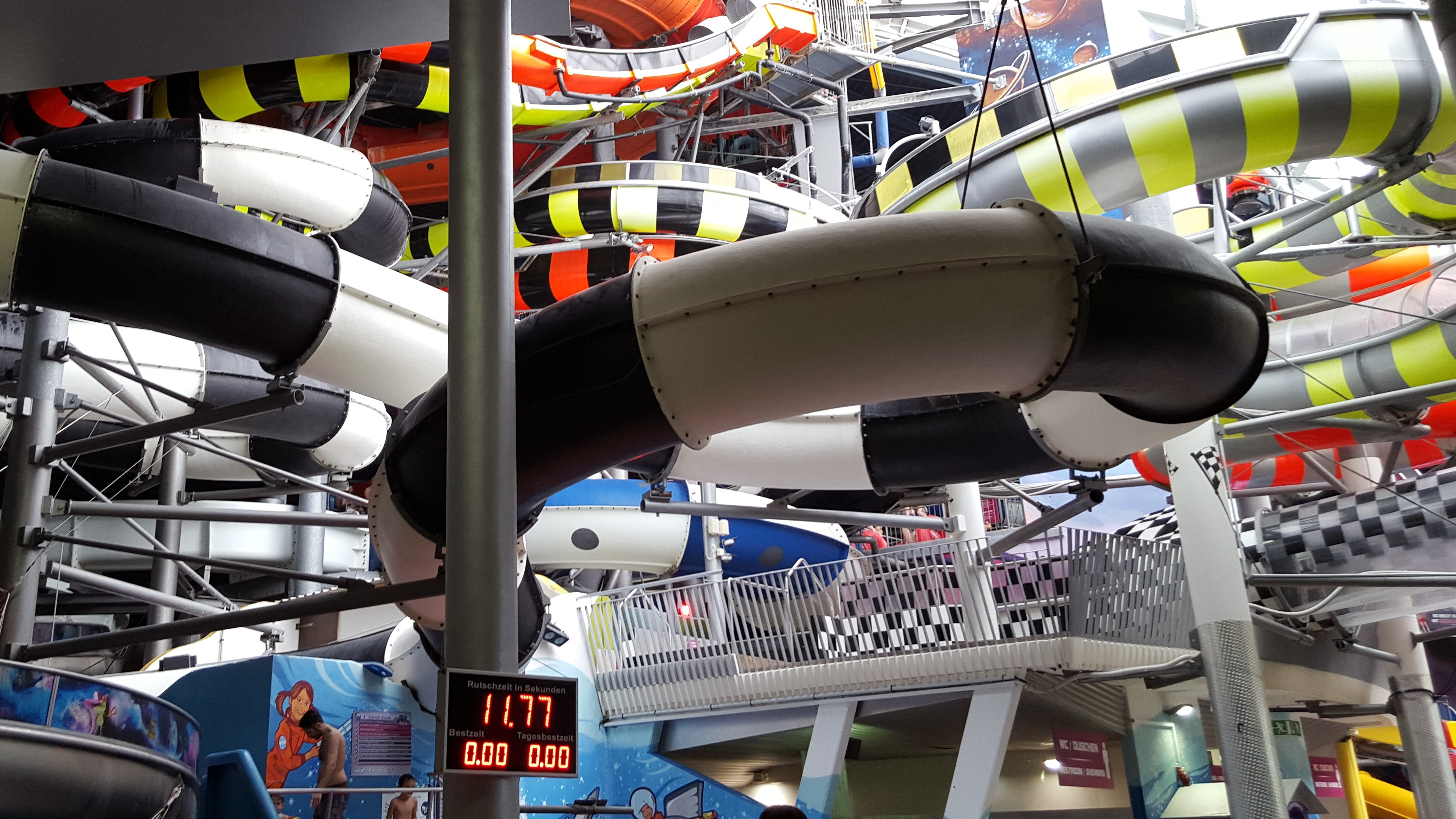
Wasserrutschen Therme Erding

### Wasserrutschen
Ein Wasserrutsche ist eine Attraktion, die ähnlich der Rutsche ist, aber die Reibung der Rutschenden durch frei fließendes Wasser reduziert. Typischerweise endet eine Rutsche in einem Auslauf- oder Schwimmbecken. Die Rutschen unterscheiden bezüglich der Rutschart sich in Körper-, Reifen- und Mattenrutschen. Bezogen auf den Aufbau der Rutsche gibt es Black Hole-Rutschen, Freifallrutschen, interaktive Pinball-Rutschen, Speed-Rutschen, Twister-Rutschen mit meist zwei in sich verschlungenen Rutschen, Familienrafting-Rutschen, Racing-Rutschen mit mehreren Rutschbahnen sowie Breitrutschen.

### Treibflüsse

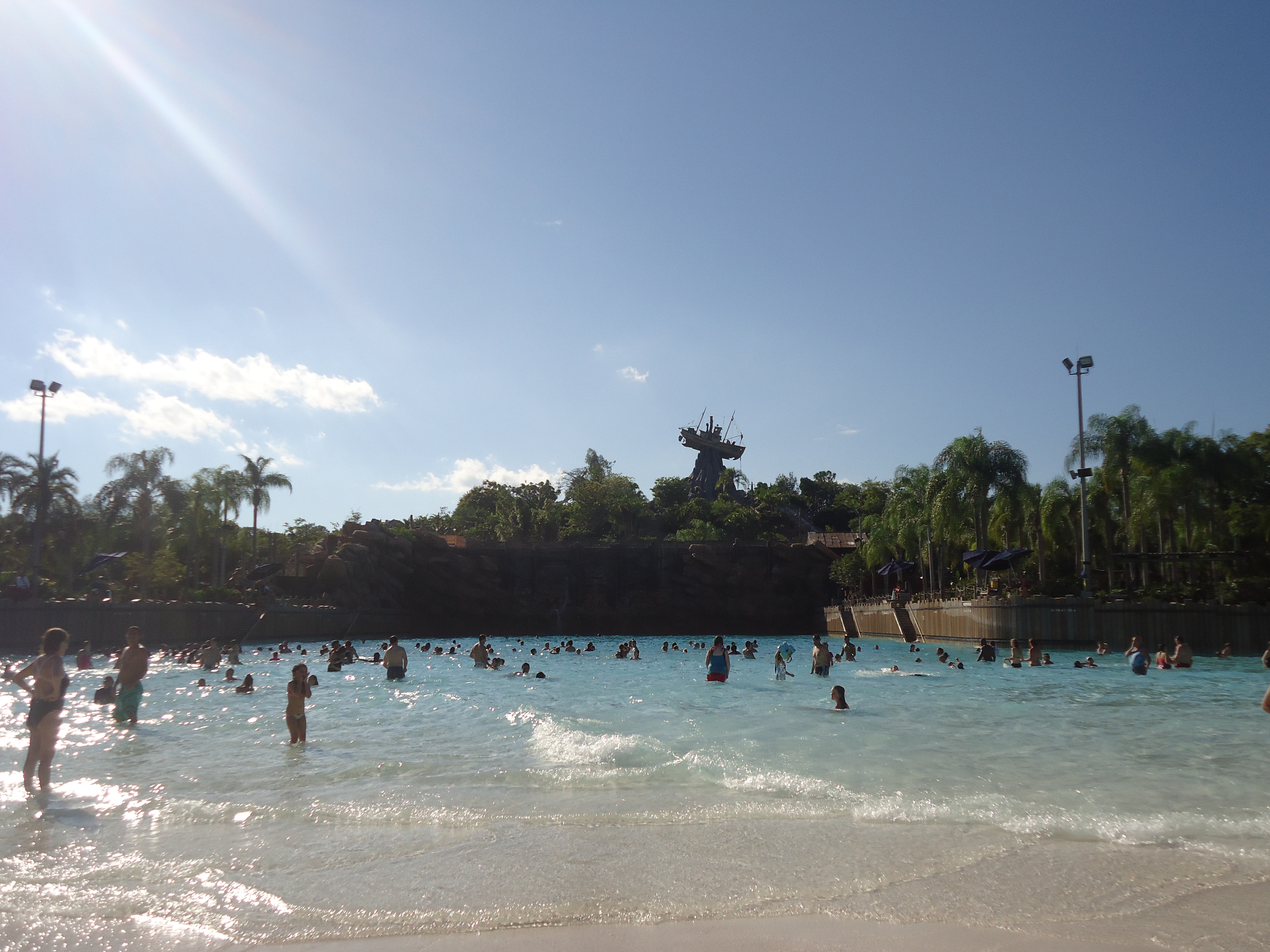
Sandstrand am Wellenbecken von Disney’s Typhoon Lagoon, USA

Weitere Attraktionen sind der Lazy- und Crazy-River sowie Wildwasserfluss. Der Lazy River ist ein Wasserkanal, der meist einen abgeschlossenen Kreislauf bildet, welcher Wasserdruck nutzt, um das Wasser langsam und gleichmäßig am Fließen zu halten. Bei einem Crazy River ist der Wasserstrom schneller eingestellt. Ein Wildwasserfluss verbindet einen Lazy River mit einer Wellenmaschine um Wellen zu generieren, die den gesamten Kanal entlang laufen.

### Becken
- Eiswasserbecken, ein Pool mit geringen Temperaturen
- Heißwasserbecken, auch Whirlpool genannt, kleines Becken meist mit Massagedüsen zur Entspannung
- normales Schwimmbecken
- Schwimmbecken mit Sandstrand, benötigt besondere Filtrationsanlagen, welche den Sand herausfiltern
- Taucherbecken mit Sprungbrettern oder -türmen

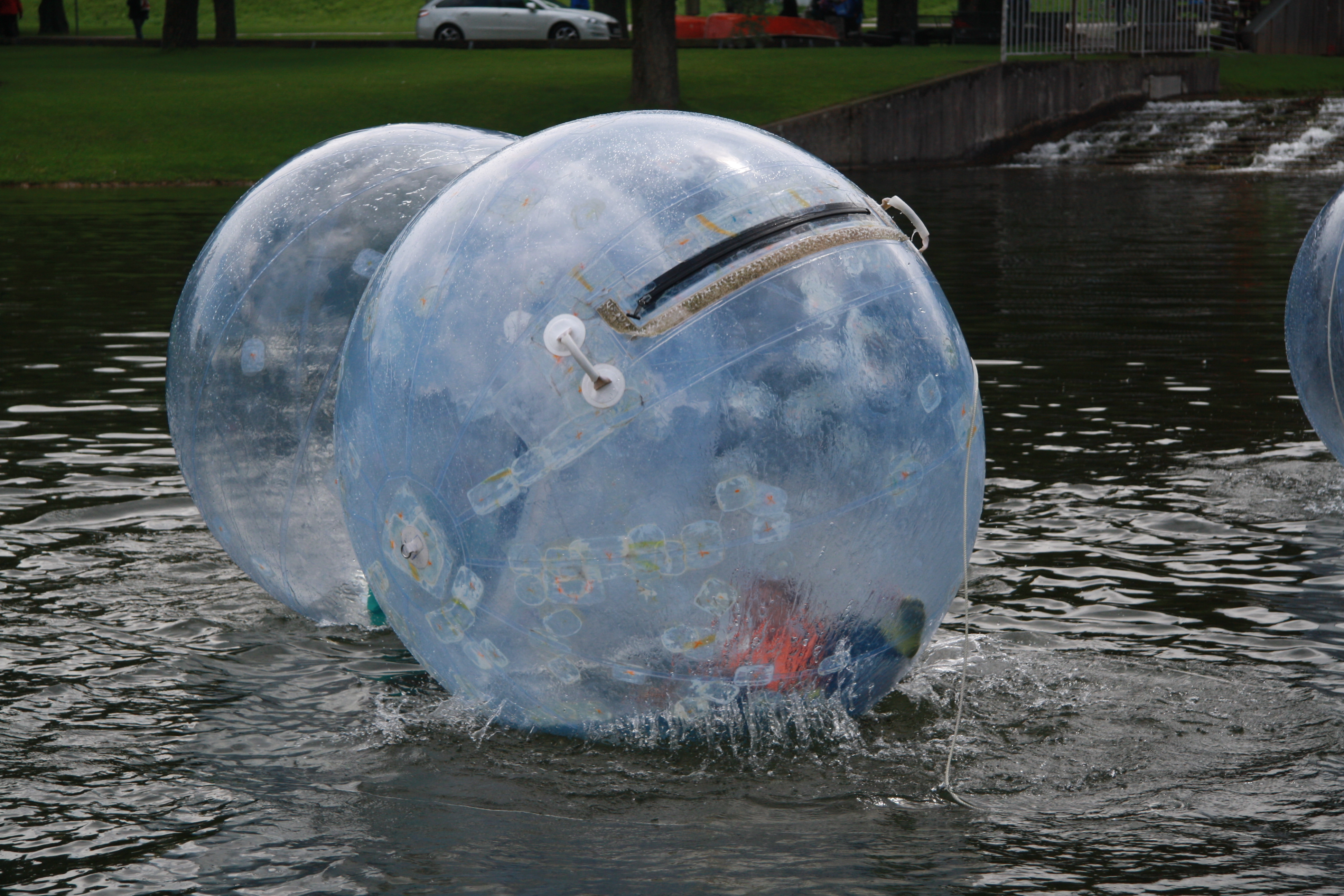
Water Zorbing

- Wellenbecken

### Sonstige Attraktionen
Ein Wasserpark kann, angelehnt an die aquatischen Natur der Parks, Aquarien mit Meereslebewesen in den Park integrieren. Es kann benutzt werden für eine Unterwasserrutsche durch einen Haifischtank wie beispielsweise im Golden Nugget Casino in Las Vegas. Weiterhin bieten manche Wasserparks Schnorcheltauchen an, manchmal in einem Schwimmbecken mit lebenden Fischen, oder in einer virtuellen Fantasiewelt mit Hilfe einer VR-Brille (Beispiel: „Snorri Snorkling“ in Rulantica). Eine Weitere Attraktion ist die Integration einer Zip-Line in einen Wasserpark. Im Gegensatz zu einer normalen Seilrutsche rutscht man hier nicht von Punkt A zu Punkt B, sondern man muss am Ende über einem Schwimmbecken abspringen. In speziellen Becken kann Kneeboarding und Surfen angeboten werden. Eine weitere ausgefallene Attraktion ist das Water Zorbing, bei dem Gäste in einem aufblasbaren Plastikball auf dem Wasser laufen können.
Weiterhin können auch typische Attraktionen aus Freizeitparks integriert werden. So gibt es sogar mit dem Bandit Bomber eine Achterbahn, bei der man Wasser aus einem Tank auf die Köpfe anderer Badegäste ablassen kann, in der Yas Waterworld in Abu Dhabi. Wasserbahnen aus einem neben dem Wasserpark liegenden Freizeitpark werden teilweise mitbenutzt und die Wägen der Bahn werden abwechselnd mit Badegästen und mit Freizeitparkgästen gefüllt.

## Transportainment
Beim Transportainment wird ein Wasserpark so konstruiert, dass ein Gast so gut wie nie das Wasser verlassen muss. Es werden alle Schwimmbecken mit Wasserkanälen verbunden, Wasserrutschen verwenden statt Warteschlangen auf Wegen und Treppen Wasserkanäle. Weiterhin werden für die Rutschen statt Treppen, welche ein Gast erklimmen muss, Förderbänder eingebaut, welche die Gäste zum höchsten Punkt der Rutsche transportieren. Außerdem enden Rutschen nicht mehr in einem separaten Landebecken, aus welchem man herauslaufen muss, sondern sind auch mit anderen Schwimmbecken verbunden. Besonders bekannt ist dieses System in den Schlitterbahn-Wasserparks, wo dieses System als erstes beim Schlitterbahn Beach Waterpark in New Braunfels, Texas umgesetzt wurde und von Jeff Henry, ehemaliger Betreiber der Schlitterbahn-Parks, patentiert wurde.
Das System von Jeff Henry wurde im Jahr 2002 für seine Innovationskraft ausgezeichnet mit einem Top-Award für Produktinnovation von der IAAPA.

## Liste der größten Wasserparks der Welt nach Besucherzahlen
| Rang | Wasserpark                             | Ort                                    | 2022      | 2019      | 2018      |
| ---- | -------------------------------------- | -------------------------------------- | --------- | --------- | --------- |
| 1    | Disney’s Typhoon Lagoon                | Lake Buena Vista, Florida, USA         | 1.915.000 | 2.248.000 | 2.271.000 |
| 2    | Volcano Bay (Universal Orlando Resort) | Orlando, Florida, USA                  | 1.850.000 | 1.811.000 | 1.725.000 |
| 3    | Thermas Dos Laranjais                  | Olimpia, Brasilien                     | 1.729.000 | 1.845.000 | 1.971.000 |
| 4    | Bahamas Aquaventure Water Park         | Paradise Island, Bahamas               | 1.751.000 | 1.813.000 | 1.831.000 |
| 5    | Therme Erding                          | Erding, Deutschland                    | 1.700.000 | 1.850.000 | 1.500.000 |
| 6    | Chimelong Water Park                   | Guangzhou, China                       | 1.620.000 | 3.014.000 | 2.740.000 |
| 7    | Aquatica                               | Orlando, Florida, USA                  | 1.548.000 | 1.533.000 | 1.556.000 |
| 8    | Aquaventure                            | Dubai, Vereinigte Arabische Emirate    | 1.500.000 | 1.322.000 | 1.397.000 |
| 9    | Hot Park Rio Quente                    | Caldas Novas, Brasilien                | 1.430.000 | 1.469.000 | 1.433.000 |
| 10   | Aquapalace Prague                      | Prag, Tschechien                       | 1.200.000 | 1.300.000 | 1.288.000 |
| 11   | Tropical Islands                       | Krausnick-Groß Wasserburg, Deutschland | 1.150.000 | 1.233.000 | 1.200.000 |
| 11   | Siam Park                              | Santa Cruz de Tenerife, Spanien        | 1.150.000 | 1.200.000 | 1.210.000 |
| 13   | Wet’n’Wild Gold Coast                  | Gold Coast, Queensland, Australien     | 1.030.000 | 1.120.000 | 1.120.000 |
| 14   | Caribbean Bay (Everland Resort)        | Gyeonggi-do, Südkorea                  | 995.000   | 1.333.000 | 1.200.000 |
| 15   | Sunway Lagoon                          | Kuala Lumpur, Malaysia                 | 950.000   | 1.200.000 | 1.300.000 |
| 16   | Schlitterbahn                          | New Braunfels, USA                     | 946.000   | 996.000   | 1.016.000 |
| 17   | Wuhu Fantawild Water Park              | Wuhu, China                            | 928.000   | 1.348.000 | 1.360.000 |
| 18   | Hot Beach                              | Olympia, Brasilien                     | 914.000   | 890.000   | 462.000   |
| 19   | Parque Aquatico Xocomil                | San Martin Zapotitlan, Guatemala       | 833.000   | 894.000   | 840.000   |
| 20   | Piscilago                              | Girardot, Kolumbien                    | 816.000   | 876.000   | 990.000   |